# Hans Gram

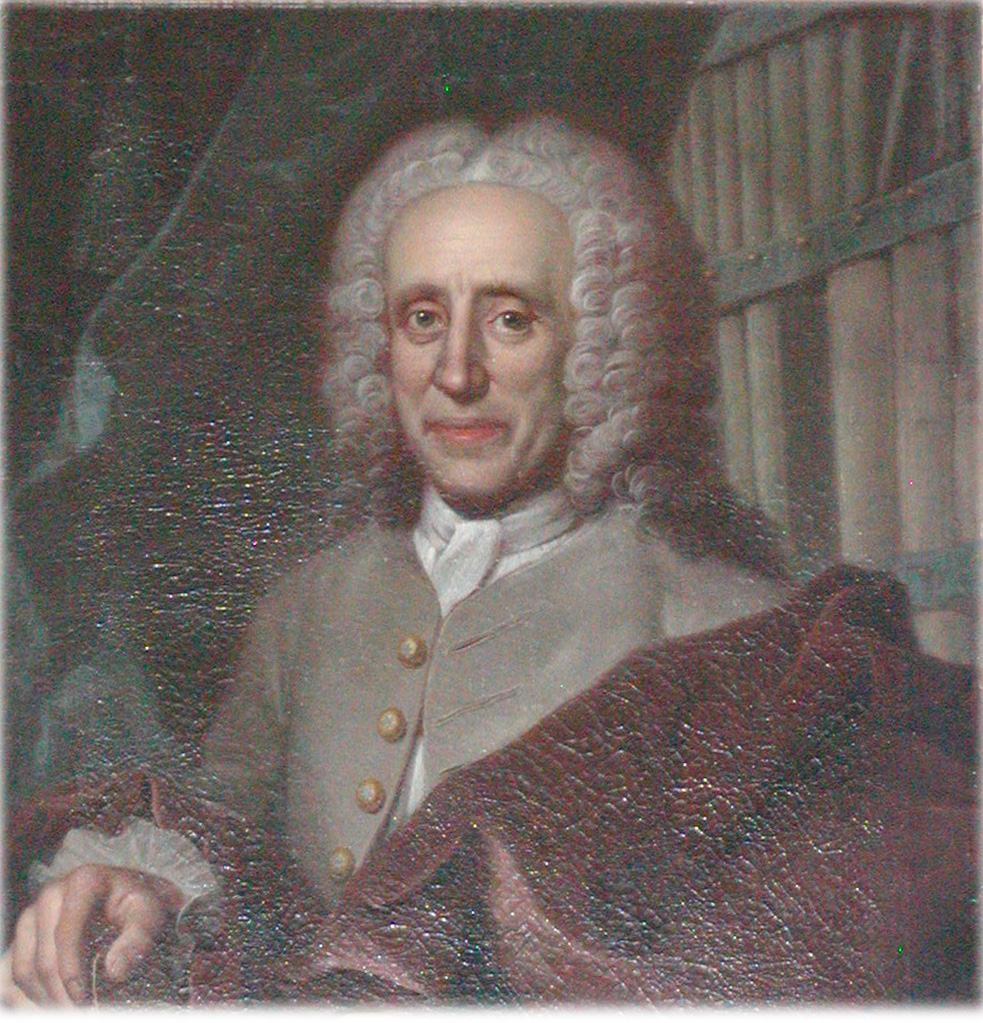
Gram-Portrait von Johann Salomon Wahl

Hans Gram (* 28. Oktober 1685 in Bjergby, Jütland; † 19. Februar 1748) war ein dänischer Philologe und Historiker. Er galt als Vater der kritischen Geschichtsforschung in Dänemark.

## Leben und Werk
Hans Gram, ein Sohn des Pfarrers Niels Hansen Gram, studierte an der Universität Kopenhagen und wurde dort 1714 Professor für Griechisch. 1730 wurde er zusätzlich Leiter der königlichen Bibliothek sowie Hofhistoriograph, 1731 auch Sekretär des Geheimarchivs. Am 13. November 1742 gründete er mit Johan Ludvig von Holstein das per Dekret von Christian VI. ins Leben gerufene „Collegium Antiquitatum“, die heutige Königlich Dänische Akademie der Wissenschaften (Det Kongelige Danske Videnskabernes Selskab). Er hatte eine eigene Bibliothek mit einem Bestand von circa 24.000 Büchern und 300 Manuskripten; die Bücher wurden nach seinem Tod versteigert, die Manuskripte erhielt die „Videnskabernes Selskab“. 1732/33 und 1744/45 amtierte er als Rektor der Universität. An der Universitätsreform von 1731 war er beteiligt.
Gram galt weit über die Grenzen Dänemarks hinaus als Gelehrter in den Fächern des Altertums. Er veröffentlichte 1722 sein in mehreren Auflagen aufgelegtes Werk „Nucleus latinitatis – quo pleraeque Romani sermonis voces, ex classicis auctoribus aureae argenteaeque aetatis, ordine etymologico adductae et interpretatione vernacula expositae comprehendentur“.
Schüler von Gram war u. a. Jacob Langebek.

## Werkausgabe
- Hans Gram: Nucleus latinitatis – quo pleraeque Romani sermonis voces, ex classicis auctoribus aureae argenteaeque aetatis, ordine etymologico adductae et interpretatione vernacula expositae comprehendentur. Nachdruck Reykjavík 1994[2]